# Acidente ferroviário de Pretória em 2010
O acidente ferroviário de Pretória em 2010 refere-se ao desastre ocorrido na estação Centurion, Pretória, em 21 de abril de 2010, quando um trem de vagões percorreu 19 km até descarrilar. O acidente matou três pessoas e outra sete ficaram gravemente feridas.

## História
Em 21 de abril de 2010, um luxuoso trem turístico operado pela Rovos Rail estava estacionado na estação Centurion, onde a locomotiva elétrica estava sendo substituída por uma locomotiva a vapor da classe 25NC 4-8-4. Durante a mudança, os vagões fugiram de controle e percorreram dezenove quilômetros até que descarrilharam em Pretória. O acidente ocorreu fora do depósito da Blue Train. Havia 59 passageiros e trinta funcionários a bordo do trem, sendo que três membros da tripulação do comboio foram mortos e cerca de 15 randes de prejuízo.

## Investigação
As autoridades sul-africanas abriram uma investigação sobre o acidente e uma placa de inquérito foi criada. A Metrorail (África do Sul) e o Regulador de Segurança Ferroviária da África do Sul estavam representados na comissão de inquérito. Uma avaliação inicial da causa do acidente foi que os vagões desacoplados tinham poder de frenagem insuficiente para evitar a fuga. É relatado que os freios de mão nos vagões não foram aplicados. Como o trem não estava em trilhos nivelados, os cravos (ou cunhas) também precisavam ser colocados sob as rodas dos vagões.